# José Vivó Costa
José Vivó Costa (Barcelona, 19 de maig de 1917-Barcelona, 26 de juliol de 1989) va ser un actor espanyol. Va ser un reconegut actor de repartiment que va treballar en teatre, cinema i televisió.

## Biografia
Va iniciar estudis d'enginyeria, que va haver d'abandonar a conseqüència de l'inici de la guerra civil espanyola. Va combatre al costat de l'exèrcit republicà i en finalitzar el conflicte, es va dedicar plenament al món de la interpretació.
S'inicia sobre les taules en la seva terra natal, debutant al cinema en 1946. Quatre anys més tard es trasllada a Madrid i en aquesta capital roman durant gairebé tota la seva vida professional.
En teatre va participar en els muntatges de La señal que se espera, Soledad, El jefe, La puta respetuosa, El proceso del arzobispo Carranza, Las tres hermanas, El anzuelo de Fenisa, Trampa para un hombre solo, Alejandro Magno, El sistema Fabrizzi, La muchacha del sombrerito rosa, La gaviota, La loca de Chaillot, Marat/Sade, El jardín de los cerezos, El rinoceronte, El álbum familiar, Cómo ama la otra mitad, Qué absurda es la gente absurda i Doña Rosita la soltera.
Del seu pas per la gran pantalla poden esmentar-se títols com Bienvenido, Mister Marshall (1953), La venganza de Don Mendo (1961), Las Ibéricas F.C. (1971), Ana y los lobos (1973), Les llargues vacances del 36 (1976), Mamá cumple cien años (1979), El crimen de Cuenca (1980), El Sur (1983), El caballero del dragón (1985) i El Lute: camina o revienta (1987).
No obstant això va ser la televisió el mitjà en el qual probablement es va prodigar amb major assiduïtat. Va estar present en els estudis de Televisió espanyola des dels inicis de les seves emissions en la dècada de 1950 i va participar en desenes de sèries i espais de teatre televisat.
A principi dels 80 José va seguir vinculat al teatre al costat de la seva dona Cristina Martos, també escriptora de teatre. Actualment el seu fill Diego té una escola de teatre i segueix el deixant del seu padrastre.

## Trajectòria en televisió
- Brigada Central (1989-1990)
- Juncal (1989)
- El mundo de Juan Lobón
  - 14 de gener de 1989
- Recuerda cuándo
  - La soledad (18 de novembre de 1987)
- Media naranja (1986)
- La huella del crimen
  - El crimen del Capitán Sánchez (19 d'abril de 1985)
- Proceso a Mariana Pineda (1984)
- Cuentos imposibles
  - Nuevo amanecer (9 d'octubre de 1984)
  - Hostal Valladolid (30 d'octubre de 1984)
- Las pícaras
  - La viuda valenciana (22 d'abril de 1983)
- Juanita, la Larga (1982)
- Escrito en América
  - Cavar un foso (15 de juliol de 1979)
- El juglar y la reina
  - El enigma de don Carlos (14 de novembre de 1978)
- Curro Jiménez
  - La gran batalla de Andalucía (26 de gener de 1977)
- El quinto jinete
  - El gato negro (17 de novembre de 1975)
- El teatro
  - Cuarto de estar (16 de desembre de 1974)
  - El castillo (20 de gener de 1975)
- Cuentos y leyendas
  - Don Pedro Hambre (12 de novembre de 1974)
  - El libro de los tesoros (5 de desembre de 1975)
- Noche de teatro
  - Renata Mauperin (30 d'agost de 1974)
- Los pintores del Prado
  - Velázquez: La nobleza de la pintura (24 de maig de 1974)
- Los libros
  - La Celestina (2 d'abril de 1974)
- Juan y Manuela (1974)
- Tres eran tres (1972)
- Ficciones
  - Viaje a otros mundos (5 d'octubre de 1972)
- Las doce caras de Eva
  - Cáncer (17 de novembre de 1971)
  - Libra (22 de desembre de 1971)
- Del dicho al hecho
  - Genio y figura hasta la sepultura (19 de març de 1971)
- Hora once
  - El ilustre Selsam (5 de desembre de 1970)
  - El viejo sastre (1 de juliol de 1971)
  - Flores tardías (9 de setembre de 1972)
- Teatro de misterio
  - Mejor muerto (24 de agosto de 1970)
- Pequeño estudio
  - Ivanóvich y Semenóvich (23 d'abril de 1969)
  - Las siemprevivas se marchitan en otoño (31 de juliol de 1970)
- Teatro de siempre
  - La señorita de Trevélez (17 d'abril de 1969)
  - Los verdes campos del Edén (24 d'abril de 1969)
  - El galán fantasma (3 de juliol de 1969)
  - Las falsas confidencias (22 de juny de 1970)
  - Miedo de mí (11 de març de 1971)
  - Mademoiselle de Lowenzorn (28 d'abril de 1971)
  - Las almas muertas (26 de maig de 1971)
  - Madame Fimiani (27 de novembre de 1972)
- Habitación 508
  - El caballo (11 d'octubre de 1966)
  - El crimen (8 de novembre de 1966)
  - El muerto (6 de desembre de 1966)
- Hermenegildo Pérez, para servirle
  - Un marido futuro, muy futuro (19 d'agost de 1966)
- La pequeña comedia
  - El collar (12 de març de 1966)
- Estudio 1
  - Las manos son inocentes (2 de març de 1966)
  - El rinoceronte (29 de juny de 1966)
  - El caso del señor vestido de violeta (8 d'abril de 1969)
  - El gesticulador (20 de maig de 1969)
  - La casa de Sam Ego (20 de març de 1971)
  - Don Gil de las calzas verdes (18 de juny de 1971)
  -  El retamal (8 de setembre de 1972)
  - Pleito familiar (17 de febrer de 1975)
  - Chatterton (22 de juny de 1978)
  - Un enemigo del pueblo (29 de maig de 1981)
  - La gaviota (19 d'abril de 1982) Eugeni
  - Un marido ideal (22 de novembre de 1982)
- Teatro breve
  - El Retrato (1 de gener de 1966)
  - Dos caminos (31 de juliol de 1971)
- Novela
  - Anastasia (9 de març de 1964)
  - Biografía de Goya (16 de juny de 1969)
  - Zorrilla (18 d'agost de 1969)
  - Amalia (20 de juliol de 1970)
  - Los miserables (19 d'abril de 1971)
  - Quiero ver al doctor (2 d'octubre de 1972)
  - La gaviota (22 d'abril de 1974)
  - El hombre de los aplausos (10 de gener de 1977)
  - Torremolinos Gran Hotel (10 d'abril de 1978)
- Primera fila
  - La venda en los ojos (22 de gener de 1964)
  - El viajero sin equipaje (12 de febrer de 1964)
- Gran teatro
  - Ni pobre ni rico sino todo lo contrario (8 de març de 1962)